# Burgstall Schauerstein
Der Burgstall Schauerstein ist eine abgegangene mittelalterliche Höhenburg auf einem Bergsporn, etwa 7050 Meter nordnordöstlich der Gemeinde Velburg im Landkreis Neumarkt in der Oberpfalz in Bayern. Sie liegt heute innerhalb des Truppenübungsplatzes Hohenfels und ist deshalb nur selten zu besuchen. Die Stelle ist als Bodendenkmal Nummer D-3-6736-0047: Mittelalterlicher Burgstall und D-3-6736-0080 mit der Beschreibung „archäologische Befunde und Funde im Bereich der Kapellenruine St. Maria (Maria Schnee), ehemals Burgkapelle auf dem Schauerstein, darunter die Spuren von Vorgängerbauten bzw. älteren Bauphasen sowie eine frühneuzeitliche Klause“ geschützt.
Die Burg wurde wohl während des 13. Jahrhunderts von den Loterbecken gegründet und war spätestens im 16. Jahrhundert ruinös. Heute ist nur noch die Ruine einer Kapelle des 17. Jahrhunderts, die an der Stelle der früheren Burgkapelle errichtet wurde, sowie ein Halsgraben erhalten.

## Geschichte
Burg Schauerstein wurde wohl im 13. Jahrhundert erbaut, der Bauherr war Ulrich Loterbeck. Dieses Geschlecht der Loter oder Loterbecken stammte aus dem Dorf Loderbach nördlich von Neumarkt in der Oberpfalz und wurde 1180 erstmals mit einem Heinrich Loter in den Urkunden genannt. Ihr Stammsitz lag wohl im Bereich der Ortskirche von Loderbach, neben diesen beiden Burgen saßen sie auch zeitweilig auf der Burg Weidenwang südsüdöstlich von Freystadt, der Velburg, der Burg Rothenfels sowie auf dem Schloss Haimburg. Die Loterbecken dienten den bayerischen Herzögen und standen damit im Rang von Reichsministerialen.
Die Burg Schauerstein wurde 1282 erstmals genannt, Ulrich Loterbeck war damals als Lotter von Schauerstein Besitzer der Anlage. Im Jahr 1297 verkaufte Ulrich seine „Purg ze dem Schaunstein“ an das Hochstift Regensburg, es setzte ihn unmittelbar danach als Burgpfleger wieder ein. 1342 wurden zwei Chorherren vom Hochstift eingesetzt, sie hatten dabei die Auflage bekommen, 60 Pfund Regensburger Pfennige in der Burg zu verbauen. Die Burg war offenbar zu diesem Zeitpunkt schadhaft. Ab 1369 wechselt die Burg dann häufig die Besitzer, so sind die Radmannsdorfer, die Auer von Regensburg sowie die Rornstetter von Rohrenstadt (Oberrohrenstadt) genannt.
Spätestens in der ersten Hälfte des 16. Jahrhunderts war die Burg nicht mehr bewohnbar, denn 1533 wurde sie als „ödes Schloss Schauerstein“ bezeichnet. Bewohnt war die Stelle aber dennoch, zu dieser Zeit bestand dort eine Klause, die vom Regensburger Domkapitel errichtet wurde. Der Eremit befand sich noch bis zum Ende des 19. Jahrhunderts in der Einsiedelei, damals wurde sie verlassen, war aber noch zu sehen.
Im 17. Jahrhundert wurde anstelle der früheren Burgkapelle die Kapelle St. Maria erbaut, von ihr haben sich Reste der Außenmauern von ein bis zwei Meter Höhe erhalten.

## Beschreibung
Die Burgstelle befindet sich in etwa 580 m ü. NN Höhe auf einem nach Norden vorspringenden Bergsporn, der steil nach drei Seiten abfällt. Nach Süden steigt er bis zur Bergkuppe in 594 m ü. NN Höhe weiter an, so dass diese Seite besonders geschützt werden musste. Die 45 Meter lange und 38 Meter breite Burgfläche wurde an dieser Seite durch einen Graben mit vorgelegtem Wall befestigt. Ihm folgte ein Halsgraben, der eine 17 mal 10 Meter große Kernburg begrenzte. An den Bergsporn ist die Kapelle und die Klause angelehnt.